# Gebhard Flaig
Gebhard Flaig (* 1. Mai 1952 in Villingendorf) ist ein deutscher Wirtschaftswissenschaftler.

## Leben
Von 1971 bis 1974 studierte er Volkswirtschaftslehre an der Universität Tübingen und von 1974 bis 1976 Volkswirtschaftslehre an der Universität Mannheim (1976 Diplom-Volkswirt). Nach der Promotion 1983 zum Dr. rer. pol. an der Universität Mannheim und der Habilitation 1991 für das Fachgebiet Volkswirtschaftslehre an der Universität Augsburg ist er seit 1995 Professor (C3) für Volkswirtschaftslehre, insbesondere Ökonometrie an der LMU München.
Seine Forschungsschwerpunkte sind Ökonometrie, Makroökonomie und Konjunktur.

## Schriften (Auswahl)
- mit Horst Rottmann: Labour market institutions and unemployment. An international comparison. München 2011.
- Why we should use high values for the smoothing parameter of the Hodrick-Prescott filter. München 2012.
- mit Willi Leibfritz: Economic growth in Africa. Comparing recent improvements with the "lost 1980s and early 1990s" and estimating new growth trends. München 2013.
- mit Andreas Blöchl: The Hodrick-Prescott filter with a time-varying penalization parameter. An application for the trend estimation of global temperature. München 2014.